# Adolf Frantzich
Adolf Karl Frantzich, född 16 september 1867 i Nårunga församling, Älvsborgs län, död 12 november 1962 i Borås, var en svensk företagsledare och författare.
Frantzich, som var son till lantbrukaren Johannes Andersson och Anna Charlotta Frantzich, öppnade egen affär i Borås 1895 och grundade Borås Mössfabrik, Adolf Frantzich & Co 1900. Han var även innehavare av Falköping-Rantens Skofabrik och övertog Borås Förenade Textilfabriker 1932. Han ägde flera fastigheter i bland annat Borås och var en av initiativtagarna till Borås fastighetsägareförening. Han bedrev även författarskap och dirigerade olika sångkörer.